# Evo Nine
Evo Nine(em tailandês:อีโว ไนน์ ), é uma boy band de Thai pop(também abreviado para T-pop). O grupo debutou com o single, "Make You Dance" em Março de 2013.

## Integrantes
| Nome artístico | Nome verdadeiro                       | Data de nascimento               | Nacionalidade  | Posição                               |
| -------------- | ------------------------------------- | -------------------------------- | -------------- | ------------------------------------- |
| Best(เบสท์)     | Anawil Chaat-thong(อนาวิล ชาติทอง)      | 1 de novembro de 1989 (35 anos)  | Tailândia      | Líder, vocalista principal, dançarino |
| Andrew(แอนดรูว์) | Sarunyu Sarutisutl(ศรันยู ศรุติสุต)        | 24 de junho de 1988 (36 anos)    | Estados Unidos | Rapper (Inglês)                       |
| Feem(ฟีม)       | Shitipat Suppayanont(ชิติพัทธ์ สรรพยานนท์) | 29 de janeiro de 1988 (37 anos)  | Tailândia      | Rapper(Tailandês), mais velho         |
| Roodtank(รถถัง) | Satapat Ratanotai(ศตพัฒน์ รัตโนทัย)       | 28 de agosto de 1992 (32 anos)   | Tailândia      | Vocalista                             |
| Nick(นิค)       | Patipat Kittigatagool(ปฏิพัทธ์ กิตติกถากุล) | 10 de agosto de 1993 (31 anos)   | Tailândia      | Vocalista                             |
| Wang(วาง)      | Thammada Koonajak(ธรรมดา คุณจักร)       | 12 de outubro de 1993 (31 anos)  | Tailândia      | Vocalista principal, dançarino        |
| Gun(กัน)        | Rushanun Ruanpetch(รัชชานนท์ เรือนเพ็ชร์)  | 02 de novembro de 1996 (28 anos) | Tailândia      | Vocalista, vocalista, mais novo       |

## Discografia

### Singles
- 2013: Make You Dance
- 2013: Superman
- 2013: The Other feat. Candy Mafia
- 2014: BATMAN (มนุษย์ค้างคาว)

## Prêmios
- 2013: Kazz Awards 2013
- 2013: Playpark Music Awards 2013

## Imagens dos integrantes

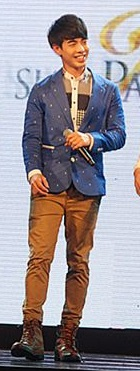
Best
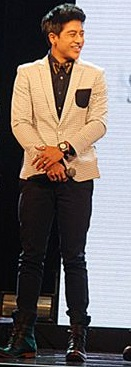
Andrew
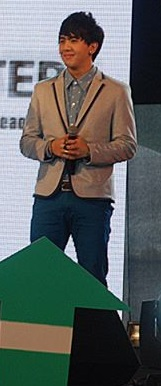
Feem
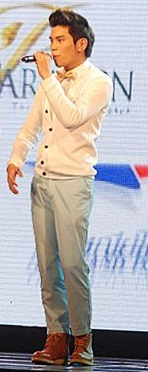
Rodtank
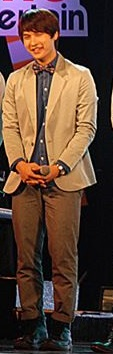
Nick
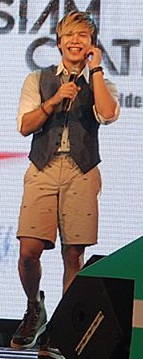
Wang
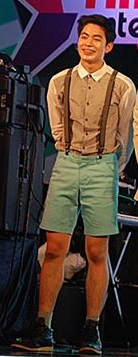
Gun